# Akarui mirai
Akarui mirai (Bright Future) è un film del 2003 diretto da Kiyoshi Kurosawa.